# Švédská rallye 2017
Švédská rallye 2017 (formálně 65th Rally Sweden) byl 2. podnik Mistrovství světa v rallye 2017 (WRC), který konal ve Švédsku a Norsku 10. až 12. února 2017. Je to jediná rallye Mistrovství světa 2017, která se koná na ledu a sněhu. Absolutním vítězem se stal Jari-Matti Latvala z týmu Toyota GAZOO Racing WRC, druhé místo obsadil Ott Tänak, třetí byl Sébastien Ogier. Kategorii WRC 2 vyhrál Švéd Pontus Tidemand z Škoda Motorsport.

## Výsledky

### Celkové výsledky
| Pos.                  | Jezdec              | Navigátor           | Vůz                        | Tým                         | Kategorie | Čas       | Rozdíl   | Body |
| --------------------- | ------------------- | ------------------- | -------------------------- | --------------------------- | --------- | --------- | -------- | ---- |
| Absolutní klasifikace |                     |                     |                            |                             |           |           |          |      |
| 1.                    | Jari-Matti Latvala  | Miikka Anttila      | Toyota Yaris WRC           | Toyota GAZOO Racing WRC     | WRC       | 2:36:03.6 |          | 30   |
| 2.                    | Ott Tänak           | Martin Järveoja     | Ford Fiesta WRC            | M-Sport World Rally Team    | WRC       | 2:36:32.8 | +29.2    | 18   |
| 3.                    | Sébastien Ogier     | Julien Ingrassia    | Ford Fiesta WRC            | M-Sport World Rally Team    | WRC       | 2:37:03.1 | +59.5    | 19   |
| 4.                    | Dani Sordo          | Marc Martí          | Hyundai i20 Coupe WRC      | Hyundai Motorsport          | WRC       | 2:38:15.1 | +2:11.5  | 12   |
| 5.                    | Craig Breen         | Scott Martin        | Citroën C3 WRC             | Citroën Total Abu Dhabi WRT | WRC       | 2:38:54.8 | +2:51.2  | 10   |
| 6.                    | Elfyn Evans         | Daniel Barritt      | Ford Fiesta WRC            | M-Sport World Rally Team    | WRC       | 2:41:30.2 | +5:26.6  | 8    |
| 7.                    | Hayden Paddon       | John Kennard        | Hyundai i20 Coupe WRC      | Hyundai Motorsport          | WRC       | 2:41:34.8 | +5:31.2  | 7    |
| 8.                    | Stéphane Lefebvre   | Gabin Moreau        | Citroën DS3 WRC            | Citroën Total Abu Dhabi WRT | WRC       | 2:43:18.3 | +7:14.7  | 4    |
| 9.                    | Pontus Tidemand     | Jonas Andersson     | Škoda Fabia R5             | Škoda Motorsport            | WRC-2     | 2:45:14.7 | +9:11.1  | 2    |
| 10.                   | Teemu Suninen       | Mikko Markkula      | Ford Fiesta R5             | M-Sport World Rally Team    | WRC-2     | 2:46:06.5 | +10:02.9 | 1    |
| WRC Trophy            |                     |                     |                            |                             |           |           |          |      |
| 1. (20.)              | Valerij Gorban      | Sergei Larens       | Mini John Cooper Works WRC | Eurolamp WRT                | WRC-T     | 2:53:14.1 |          | 25   |
| WRC 2                 |                     |                     |                            |                             |           |           |          |      |
| 1. (9.)               | Pontus Tidemand     | Jonas Andersson     | Škoda Fabia R5             | Škoda Motorsport            | WRC-2     | 2:45:14.7 |          | 25   |
| 2. (9.)               | Teemu Suninen       | Mikko Markkula      | Ford Fiesta R5             | M-Sport World Rally Team    | WRC-2     | 2:46:06.5 | +51.8    | 18   |
| 3. (10.)              | Ole Christian Veiby | Stig Rune Skjærmoen | Škoda Fabia R5             | Printsport                  | WRC-2     | 2:46:22.1 | +1:07.4  | 15   |
| 4. (14.)              | Eric Camilli        | Benjamin Veillas    | Ford Fiesta R5             | M-Sport World Rally Team    | WRC-2     | 2:48:27.1 | +3:12.4  | 12   |
| 5. (16.)              | Fergus Greensmith   | Craig Parry         | Ford Fiesta R5             | -                           | WRC-2     | 2:50:25.5 | +5:10.8  | 10   |
| 6. (17.)              | Emil Bergkvist      | Joakim Sjöberg      | Citroën DS3 R5             | -                           | WRC-2     | 2:51:20.5 | +6:05.8  | 8    |
| 7. (19.)              | Hiroki Arai         | Glenn MacNeall      | Ford Fiesta R5             | Tommi Mäkinen Racing        | WRC-2     | 2:52:01.6 | +6:46.9  | 6    |
| 8. (21.)              | Eyvind Brynildsen   | Anders Fredriksson  | Ford Fiesta R5             | Adapta Motorsport           | WRC-2     | 2:58:19.4 | +13:04.7 | 4    |
| 9. (22.)              | Takamoto Katsuta    | Marko Salminen      | Ford Fiesta R5             | Tommi Mäkinen Racing        | WRC-2     | 2:58:42.1 | +13:27.4 | 2    |
| 10. (24.)             | Jarosław Kołtun     | Ireneusz Pleskot    | Ford Fiesta R5             | C-Rally                     | WRC-2     | 3:06:32.8 | +21:18.1 | 1    |

### Rychlostní zkoušky
| Den                 | Etapa | Název                          | Délka    | Vítěz              | Vůz                   | Čas             | Leader             |
| ------------------- | ----- | ------------------------------ | -------- | ------------------ | --------------------- | --------------- | ------------------ |
| 1. etapa (10. únor) | SS1   | Super Special Stage Karlstad 1 | 1.90 km  | Jari-Matti Latvala | Toyota Yaris WRC      | 1:34.1          | Jari-Matti Latvala |
| 1. etapa (10. únor) | SS2   | / Röjden 1                     | 18.47 km | Thierry Neuville   | Hyundai i20 Coupe WRC | 9:37.3          | Thierry Neuville   |
| 1. etapa (10. únor) | SS3   | Hof-Finnskog 1                 | 21.26 km | Thierry Neuville   | Hyundai i20 Coupe WRC | 10:10.3         | Thierry Neuville   |
| 1. etapa (10. únor) | SS4   | Svullrya 1                     | 24.88 km | Jari-Matti Latvala | Toyota Yaris WRC      | 12:52.3         | Jari-Matti Latvala |
| 1. etapa (10. únor) | SS5   | / Röjden 2                     | 18.47 km | Thierry Neuville   | Hyundai i20 Coupe WRC | 9:25.7          | Thierry Neuville   |
| 1. etapa (10. únor) | SS6   | Hof-Finnskog 2                 | 21.26 km | Thierry Neuville   | Hyundai i20 Coupe WRC | 10:06.4         | Thierry Neuville   |
| 1. etapa (10. únor) | SS7   | Svullrya 2                     | 24.88 km | Thierry Neuville   | Hyundai i20 Coupe WRC | 13:04.0         | Thierry Neuville   |
| 1. etapa (10. únor) | SS8   | Torsby 1                       | 16.43 km | Ott Tänak          | Ford Fiesta WRC       | 9:24.8          | Thierry Neuville   |
| 2. etapa (11. únor) | SS9   | Knon 1                         | 31.60 km | Ott Tänak          | Ford Fiesta WRC       | 13:45.5         | Thierry Neuville   |
| 2. etapa (11. únor) | SS10  | Hagfors 1                      | 15.87 km | Ott Tänak          | Ford Fiesta WRC       | 8:03.0          | Thierry Neuville   |
| 2. etapa (11. únor) | SS11  | Vargåsen 1                     | 14.27 km | Ott Tänak          | Ford Fiesta WRC       | 8:20.7          | Thierry Neuville   |
| 2. etapa (11. únor) | SS12  | Knon 2                         | 31.60 km | Úsek byl zrušen    | Úsek byl zrušen       | Úsek byl zrušen | Úsek byl zrušen    |
| 2. etapa (11. únor) | SS13  | Hagfors 2                      | 15.87 km | Jari-Matti Latvala | Toyota Yaris WRC      | 7:50.9          | Thierry Neuville   |
| 2. etapa (11. únor) | SS14  | Vargåsen 2                     | 14.27 km | Thierry Neuville   | Hyundai i20 Coupe WRC | 8:07.5          | Thierry Neuville   |
| 2. etapa (11. únor) | SS15  | Super Special Stage Karlstad 2 | 1.90 km  | Dani Sordo         | Hyundai i20 Coupe WRC | 1:33.9          | Jari-Matti Latvala |
| 3. etapa (12. únor) | SS16  | Likenäs 1                      | 21.19 km | Jari-Matti Latvala | Toyota Yaris WRC      | 11:06.9         | Jari-Matti Latvala |
| 3. etapa (12. únor) | SS17  | Likenäs 2                      | 21.19 km | Jari-Matti Latvala | Toyota Yaris WRC      | 11:06.3         | Jari-Matti Latvala |
| 3. etapa (12. únor) | SS18  | Torsby 2 [Power Stage]         | 16.43 km | Jari-Matti Latvala | Toyota Yaris WRC      | 8:51.1          | Jari-Matti Latvala |

### Power Stage
| Pozice | Jezdec             | Navigátor        | Vůz                   | Čas    | Rozdíl | Body |
| ------ | ------------------ | ---------------- | --------------------- | ------ | ------ | ---- |
| 1      | Jari-Matti Latvala | Miikka Anttila   | Toyota Yaris WRC      | 8:51.1 |        | 5    |
| 2      | Sébastien Ogier    | Julien Ingrassia | Ford Fiesta WRC       | 8:52.3 | +1.2   | 4    |
| 3      | Thierry Neuville   | Nicolas Gilsoul  | Hyundai i20 Coupe WRC | 8:52.6 | +1.5   | 3    |
| 4      | Kris Meeke         | Paul Nagle       | Citroën C3 WRC        | 8:54.1 | +3.0   | 2    |
| 5      | Hayden Paddon      | John Kennard     | Hyundai i20 Coupe WRC | 8:58.8 | +7.7   | 1    |

## Stav mistrovství světa
|   | Pos. | Jezdec             | Body |
| - | ---- | ------------------ | ---- |
| 1 | 1    | Jari-Matti Latvala | 48   |
| 1 | 2    | Sébastien Ogier    | 44   |
|   | 3    | Ott Tänak          | 33   |
|   | 4    | Dani Sordo         | 25   |
|   | 5    | Craig Breen        | 20   |

|  | Pos. | Tovární tým                 | Body |
|  | ---- | --------------------------- | ---- |
|  | 1    | M-Sport World Rally Team    | 73   |
|  | 2    | Toyota GAZOO Racing WRC     | 53   |
|  | 3    | Hyundai Motorsport          | 40   |
|  | 4    | Citroën Total Abu Dhabi WRT | 26   |